# Combat d'Elakla
Guerre du Mali
Batailles
Le combat d'Elakla a lieu le 21 février 2019 lors de la guerre du Mali.

## Déroulement
Le 21 février 2019, les troupes françaises de la force Barkhane repèrent trois véhicules au comportement suspect dans le nord de la région de Tombouctou,. Une opération est alors lancée, mêlant forces motorisées et héliportées,. Des commandos sont envoyés sur zone, appuyés par cinq hélicoptères et un drone d'observation MQ-9 Reaper,. Les appareils décollent à 13h13 à Bou Djebeha, à environ 200 kilomètres au nord de Tombouctou.
Une heure plus tard, un premier pick-up, probablement suivi par un drone MQ-9 Reaper, est repéré par les hélicoptères français. Il est ensuite rejoint par deux autres véhicules. Après une longue poursuite à travers le désert, deux pick-up s'arrêtent après avoir essuyé des tirs de sommation et leurs occupants se rendent. Les commandos sont alors déposés au sol pour capturer les djihadistes, mais les hélicoptères arrivent au bout de leur autonomie et doivent rentrer à leur base pour se ravitailler. Une partie des commandos se lance alors à la poursuite du dernier véhicule avec l'un des pick-up pris aux djihadistes. Ils le poursuivent pendant plusieurs heures avant d'être relevé par un autre groupe de commandos auxquels ils transmettent les coordonnées du troisième véhicule. Ceux-ci l'interceptent alors qu'il tente de se fondre dans un campement civil.
L'affrontement se produit dans une zone désertique près de la localité d'Elakla, à une centaine de kilomètres au nord de Tombouctou. Se sentant pris au piège, les djihadistes descendent de leur véhicule et ouvrent le feu sur les commandos en approche ,,. Les hélicoptères ripostent alors et neutralisent les djihadistes,,.

## Pertes
Selon l'armée française, onze terroristes sont mis hors de combat et parmi les morts figure Djamel Okacha, considéré comme le numéro deux du Groupe de soutien à l'islam et aux musulmans, et ses deux principaux adjoints,,. Les trois pick-up sont saisis,.
Abou Iyadh, l'ancien chef du groupe djihadiste tunisien Ansar al-Charia, est également tué dans l'opération,.
La mort de Djamel Okacha est confirmée quelques jours plus tard par un autre chef djihadiste, Sedane Ag Hita, dans un document audio,. Fin février 2020, Abdelmalek Droukdel, le chef d'Al-Qaïda au Maghreb islamique (AQMI), confirme officiellement la mort de Djamel Okacha et d'Abou Iyadh,.
La ministre française des Armées, Florence Parly, salue alors une « action spectaculaire » qui porte « un coup très dur pour les groupes terroristes agissant au Sahel ».

### Vidéographie
- [vidéo] France 24, « Quel est l'impact de la mort d'Abou al-Houmam sur la situation au nord du Mali ? », 26 février 2019.